# Birthday wedding
《Birthday wedding》是日本偶像柏木由紀的第二张單曲，於2013年10月16日由YukiRing發售。

## 概要
在这张单曲中收录了柏木由纪自己作词的三首歌，这也是继板野友美、北原里英、指原莉乃、河西智美、倉持明日香後第6位为歌曲作词的AKB48成員。
本單曲以初回盤A、B、C、通常盤A、B、C的6種形式發售。
2013年9月27日播放的《Music Station3小时特别节目》（朝日電視台）中初次在電視台披露。

## 活動
本作的Type-A/B/C的初回盤購買者可得到封入的應募卡，可参加2013年11月7日在橫濱體育館中舉行的「柏木由紀 3rd獨唱Live 睡著或醒著都是YUKIRIN世界 〜會讓你更沈迷喔〜 」（寝ても覚めてもゆきりんワールド 〜もっと夢中にさせちゃうぞっ〜）的2000张门票的抽選。

## 收錄曲目

### 初回盤&通常盤Type-A
CD
1. Birthday wedding [4:26]
（作詞：秋元康、作曲：近藤薫、編曲：武藤星儿（日语：武藤星児））
  - Recruit（日语：リクルート）结婚杂志《zexy（日语：ゼクシィ）》2013年11月号的当月广告歌。
  - 富士电视台《到我的家中!?（日语：ウチくる!?）》2013年10月-11月结束曲
2. 但是一直（でもねずっと）[5:42]
（作詞：柏木由纪、作曲：近藤薫、編曲：五十嵐“IGAO”淳一）
3. 你与我（あなたと私）[3:41]
（作詞：柏木由纪、作曲：中司雅美（日语：中司雅美）、編曲：松下宏之（日语：松ヶ下宏之））
4. Birthday wedding（Instrumental）
5. 但是一直（Instrumental）
6. 你与我（Instrumental）

DVD
1. Short Movie《爸爸是冒险家（パパは冒険家） The Wedding is in three days》
2. Making of 《爸爸是冒险家 The Wedding is in three days》

特典（只初回盘有）
- TRADE CARD（トレーディングカード）（全6種其中1種隨機封入）
- 活動應募卡（2013年11月7日橫濱體育館中舉行。）

### 初回盤&通常盤Type-B
CD
1. Birthday wedding
2. 但是一直
3. 口对口的巧克力（口移しのチョコレート）[4:45]
（作詞：秋元康、作曲、編曲：Funta7（日语：Funta））
  - 是继所属小分队French Kiss的《If》之后第二次收录这首歌的翻唱版本，原本此曲是“Team B 4th Stage“偶像的黎明””的公演曲。
4. Birthday wedding（Instrumental）
5. 但是一直（Instrumental）
6. 口对口的巧克力（Instrumental）

DVD
1. Birthday wedding Music Video
2. Making of 柏木由纪特别总编想象中的《zexy》（プロポーズ“されたい”ゼクシィ 柏木由紀特別編集長）
3. 柏木由纪最擅长的环节“一镜到底SHOW”（柏木由紀の勝手なコーナー『1カメSHOW!』）

特典（只初回盘有）
- TRADE CARD（全6種其中1種隨機封入）
- 活動應募卡（2013年11月7日橫濱體育館中舉行。）

### 初回盤&通常盤Type-C
CD
1. Birthday wedding
2. 但是一直
3. 明天也在笑（明日も笑おう）[4:34]
（作詞：柏木由纪、作曲：横健介、編曲：五十嵐“IGAO”淳一）
4. Birthday wedding（Instrumental）
5. 但是一直（Instrumental）
6. 明天也在笑（Instrumental）

DVD
1. Birthday wedding Music Video
2. 紧急鉴定 柏木由纪的时尚感到底如何！？（緊急検証 柏木由紀のファッションはダサいのか!?）

特典（只初回盘有）
- TRADE CARD（全6種其中1種隨機封入）
- 活動應募卡（2013年11月7日橫濱體育館中舉行。）

## 外部連結
- YukiRing官方網站（页面存档备份，存于）
- YouTube上的柏木由紀 / Birthday　wedding